# HMS Thrush (1889)
La HMS Thrush, terza nave da guerra della Royal Navy britannica a portare questo nome, è stata una cannoniera classe Redbreast. Costruita nei cantieri Scotts di Greenock, venne varata il 22 giugno 1889. Le unità della classe vennero progettate da Sir William Henry White, Director of Naval Construction nel 1888.

## Servizio
Al momento dell'ingresso in servizio venne assegnata alla North America and West Indies Station, con base ad Halifax. Qui nel 1891 venne comandata dal Principe Giorgio, in seguito divenuto Re Giorgio V. Nel 1896 insieme alla sorella Sparrow partecipò ai 40 minuti della guerra anglo-zanzibariana. Servì inoltre durante la seconda guerra boera tra l'ottobre 1899 e il giugno 1902.
Dal 1906 venne assegnata alla Guardia Costiera. Nel 1915 divenne una nave porta cavi e nel 1916 una nave recupero. Incagliata l'11 aprile 1917 andò persa, il relitto si trova a 10 m di profondità al largo di Glenarm.